# 唐津ラジオ中継局
唐津ラジオ中継局（からつラジオちゅうけいきょく）は、佐賀県唐津市に置かれているAMラジオ中継局。

## 送信施設概要
| 放送局名                      | 周波数  | 空中線電力 | 放送対象地域   | 放送区域内世帯数 | 備考       |
| ----------------------------- | ------- | ---------- | -------------- | ---------------- | ---------- |
| NHK佐賀ラジオ第1放送          | 1584kHz | 100W       | 佐賀県         | 約4万世帯        |            |
| NBC長崎放送 （NBCラジオ佐賀） | 1458kHz | 100W       | 長崎県・佐賀県 | 不明             | 運用休止中 |

- 1974年（昭和49年）3月31日開局（NBC）
- 1999年（平成11年）佐賀局と周波数を統一
（それまでは、1485kHzであった。）
- 2024年（令和6年）2月5日運用休止・停波（NBC）
（FM放送局への転換を前提とした実証実験。）

## 所在地
- NBC佐賀：唐津市高島798番地
- NHK佐賀：唐津市満島虹ノ松原国有林126ヘ林小班（虹の松原キャンプ場付近）